# 浙江中路
浙江中路是中國上海市黄浦区的一条南北走向的街道。南起延安东路（原名爱多亚路），北至苏州河。长1,331米。中间由南到北与广东路、福州路、汉口路、九江路、南京东路 、宁波路、北京路、苏州路交汇。1861年筑南京路至北京路一段。1866年筑福州路以南段。19世纪后期筑完全程。是直通北火车站的交通要道。特色是沿路多旅社，南京路口有永安公司、先施公司两大百货公司对峙。

## 交会道路（南向北）
- 延安东路
- 北海路
- 海口路
- 广东路
- 福州路
- 汉口路
- 九江路
- 湖北路
- 南京东路
- 香粉弄
- 天津路
- 宁波路
- 牛庄路
- 芝罘路
- 北京东路
- 厦门路
- 南苏州路